# João José Burke
João José Burke OFM (ursprünglich John Joseph Burke, * 16. März 1935 in Teaneck, New Jersey, Vereinigte Staaten; † 14. März 2006 in Palmas) war ein US-amerikanischer Ordensgeistlicher und römisch-katholischer Bischof von Miracema do Tocantins.

## Leben
João José Burke besuchte nach dem Abschluss der Highschool in Englewood ab 1952 zunächst das Priesterseminar in Callicoon, New York. Im August 1954 trat er in Paterson in die Holy Name-Provinz der Franziskaner ein. Er legte am 13. August 1955 die erste und am 20. August 1958 die ewige Profess ab. Nach dem Studium an der St.-Bonaventura-Universität und dem Holy Name College in Washington, D.C. spendete ihm der Apostolische Delegat in den Vereinigten Staaten, Erzbischof Egidio Vagnozzi, am 25. Februar 1961 das Sakrament der Priesterweihe.
Nach der Priesterweihe war er in Boston in der Seelsorge und in Callicoon in der Priesterausbildung tätig. Außerdem erwarb er einen Mastergrad in Klassischer Philologie an der St.-Bonaventura-Universität. 1964 meldete er sich für den Einsatz in der Mission in Brasilien. Hier war er in der Pfarrseelsorge tätig, von 1967 bis 1970 Regens des Priesterseminars in Anápolis, wo er von 1978 bis 1987 auch Kustos war, sowie Leiter der dortigen Franziskanermission. Von 1987 bis 1995 war er Novizenmeister und Guardian in Catalão.
Papst Johannes Paul II. ernannte ihn am 4. Januar 1995 zum Koadjutorbischof von Miracema do Tocantins. Der Erzbischof von Newark, Theodore McCarrick, spendete ihm am 25. März desselben Jahres die Bischofsweihe; Mitkonsekratoren waren der Bischof von Miracema do Tocantins, Jaime Collins CSsR, und der Bischof von Jataí, Benedito Domingos Vito Coscia OFM.
Mit dem Rücktritt Jaime Collins’ CSSR am 14. Februar 1996 folgte er ihm als Bischof von Miracema do Tocantins nach. João José Burke starb zwei Tage vor seinem 71. Geburtstag an inneren Blutungen.